# Recuperação de fase
Recuperação de fase diz respeito à solução para o problema da fase. Dado um sinal complexo {\displaystyle F(k)}, de amplitude {\displaystyle |F(k)|}, e fase {\displaystyle \phi (k)}:
{\displaystyle F(k)=|F(k)|e^{i\phi (k)}},
a recuperação de fase consiste em encontrar a fase que, para uma amplitude medida, satisfaz um conjunto de restrições.
O problema da recuperação de fase surge em aplicações da teoria eletromagnética em que a fase da onda é aparentemente perdida ou difícil de ser medida e somente dados de intensidade estão disponíveis.
Por exemplo se {\displaystyle F(k)} é a transformada de Fourier de {\displaystyle f(x)}, uma restrição típica seria que {\displaystyle f(x)} é uma função limitada real e positiva.
A mais importante aplicação da recuperação de fase é a cristalografia de raios X, vencedora de vários Prêmios Nobel.